# Harangozó Iván
Harangozó Iván (Budapest, 1933. december 18. –) magyar színész.

## Életpályája
Színészi pályája 1960-ban indult az Állami Déryné Színház társulatánál. 1963-tól a győri Kisfaludy Színházhoz szerződött. 1969-től szabadfoglalkozású színművész. Színészi munkái mellett rendezéssel is foglalkozott, operettestek műsorvezetőjeként is fellépett. 

## Fontosabb színházi szerepei
- Friedrich Schiller: Tell Vilmos... Attinghaus
- Kodály Zoltán: Háry János... Háry János
- Gárdonyi Géza: Egri csillagok.... Tinódy Lantos Sebestyén
- Jacobi Viktor: Sybill... Kormányzó
- Lehár Ferenc: Vándordiák... Jóska
- Vaszy Viktor – Dékány András – Baróti Géza: Dankó Pista... Dankó Pista
- Nyina Vlagyimirovna Gernet: Aladdin... Szultán

## Rendezéseiből
- Vaszy Viktor – Dékány András – Baróti Géza: Dankó Pista
- Lehár: Vándordiák
- Schiller: Tell Vilmos
- Gernet: Aladdin